# PRT Mazar-e Sharif
PRT Mazar-e Sharif (norska: stabiliseringsstyrken i Mazar-e Sharif) är kategoriserad av NATO som ett Provincial Reconstruction Team. Enhetens chefer har sedan 2006 varit svenska militär officerare utlånade till ISAF. ISAF-soldaterna är medborgare i Sverige eller Finland.